# Verolanuova
Verolanuova (lombardul: Erölanöa) település Olaszországban, Lombardia régióban, Brescia megyében. Lakosainak száma 8050 fő (2023. január 1.). Verolanuova Quinzano d’Oglio, Offlaga, Pontevico, San Paolo, Bassano Bresciano, Manerbio, Verolavecchia és Borgo San Giacomo községekkel határos.

## Népesség
A település lakossága az elmúlt években az alábbi módon változott:
| Lakosok száma | 8159 | 8175 | 8050 |
|               | 2017 | 2018 | 2023 |